# Бронепалубные крейсера типа «Трюде»
Бронепалубные крейсера типа «Трюде» — серия крейсеров III класса французского флота, построенная в 1880-х — 1890-х гг. Стали версией крейсеров типа «Форбин», от которых имели незначительные отличия. Всего было построено 3 единицы: «Трюде» (фр. Troude), «Космао» (фр. Cosmao), «Лаланд» (фр. Laland).

## Служба
- «Трюде» — заложен в ноябре 1886 года на частной верфи Societe et Chantiers de la Gironde в Бордо, спущен 22 октября 1888 года, в строю с января 1891 года. Списан и сдан на слом в 1908 году.
- «Космао» — заложен в 1887 года на частной верфи Societe et Chantiers de la Gironde в Бордо, спущен в августе 1889 года, в строю с 1891 года. Списан и сдан на слом в 1922 году.
- «Лаланд» - заложен в 1887 году на частной верфи Societe et Chantiers de la Gironde в Бордо, спущен 21 марта 1889 года, в строю с октября 1890 года. Списан и сдан на слом в 1912 году.[2]

## Оценка проекта
Вдохновитель идеи малых бронепалубных крейсеров Гиацинт Об считал их идеальными разведчиками и  истребителями вражеской торговли. Однако реальные боевые качества французских бронепалубных крейсеров III класса невысоко оценивались уже современниками. Несмотря на внешне грозный вид они страдали множеством недостатков. Вооружение крейсеров оказалось очень слабым, особенно с учётом размещения артиллерии основного калибра, позволявшее вести огонь на борт лишь половиной стволов. Стрельба на максимальной скорости не представлялась возможной из-за сильной вибрации корпуса и машин, грозившей авариями. Сама же скорость около 20 узлов по меркам 1890-х годов отнюдь не гарантировала безопасности. Ввиду этого, наличие огромного тарана у крейсеров представлялось совершенно бессмысленным, так как крейсера наверняка были бы остановлены при попытке таранного удара вражеской артиллерией. 
Вероятно единственной возможностью использовать эти крейсера с пользой в серьёзной войне - применение их в качестве минных заградителей, так как почти все эти крейсера имела возможность нести до 150 морских мин. Но к моменту вступления Франции в Первую мировую войну её оставшиеся в строю бронепалубные крейсера III класса уже успели безнадёжно устареть.